# Douglastown
Douglastown jest osadą w hrabstwie Kinnettles (obecnie Angus), w Szkocji, trzy mile na południowy zachód od Forfar. Nazwa osady pochodzi od nazwiska właściciela ziemskiego, który około 1789 wniósł te grunty do spółki James Ivory & Co (w której Douglas był wspólnikiem) na potrzeby budowy przędzalni lnu oraz domów pracowników przędzalni. Przędzalnia została zamknięta w 1834 roku.

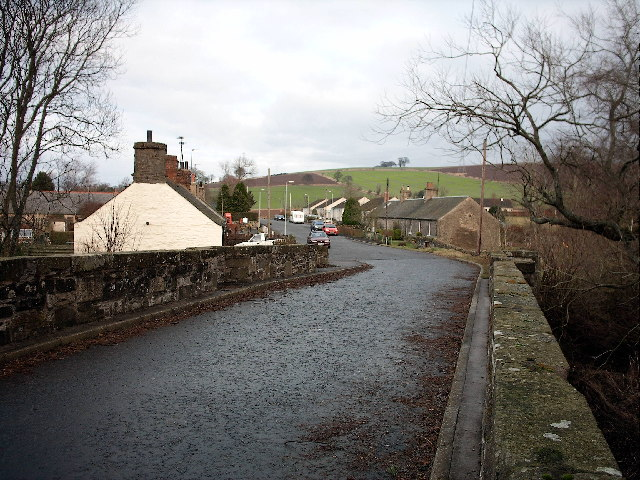
Douglastown